# Hohenfinow
Hohenfinow  est une commune de l'arrondissement de Barnim, dans le Land de Brandebourg, en Allemagne.

## Personnalités liées à la ville
- Theobald von Bethmann Hollweg (1856-1921), homme politique né à Hohenfinow.